# Nathanial Wallich & Botanikkens Imperium
Nathanial Wallich & Botanikkens Imperium er en portrætfilm fra 2003 instrueret af Morten Skriver efter manuskript af Morti Vizki.

## Handling
I 1806 rejste den blot 21 årige danske læge Nathaniel Wallich (1785-1854) ud for at besætte en stilling som kirurg i kolonien Frederiksnagore i det nordøstlige Indien. Det blev starten på et livslangt eventyr. I den lille danske koloni begyndte Wallich at dyrke sin interesse for botanik, og i løbet af de næste 40 år indsamlede og registrerede han mere end 9000 asiatiske plantearter. Wallich blev en af sin tids mest betydningsfulde botanikere. I 30 år var han direktør for det Britiske Østindiens Kompagnis botaniske have i Calcutta. Han grundlagde Asiens første natur- og kulturhistoriske museum og opdagede, som kronen på værket, den indiske teplante, der blev en af kolonitidens vigtigste handelsvare. Den fantastiske historie om den verdensberømte dansker fortælles gennem nye optagelser fra Indien, England og Danmark ledsaget af en indre monolog skrevet af digteren Morti Vizki.